# José Zapata

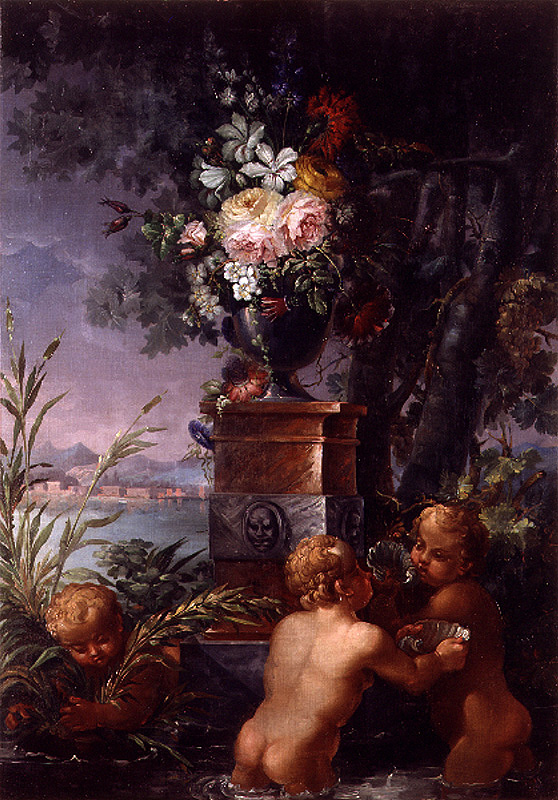
Jarrón de flores en un paisaje y niños jugando en el agua, óleo sobre lienzo, 78 x 55 cm, Valencia, Museo de Bellas Artes de Valencia. Atribuido a Zapata por Alfonso E. Pérez Sánchez para quien podría ser la obra presentada a la Academia de San Carlos en 1810 para su reconocimiento como académico de mérito por la pintura de flores.

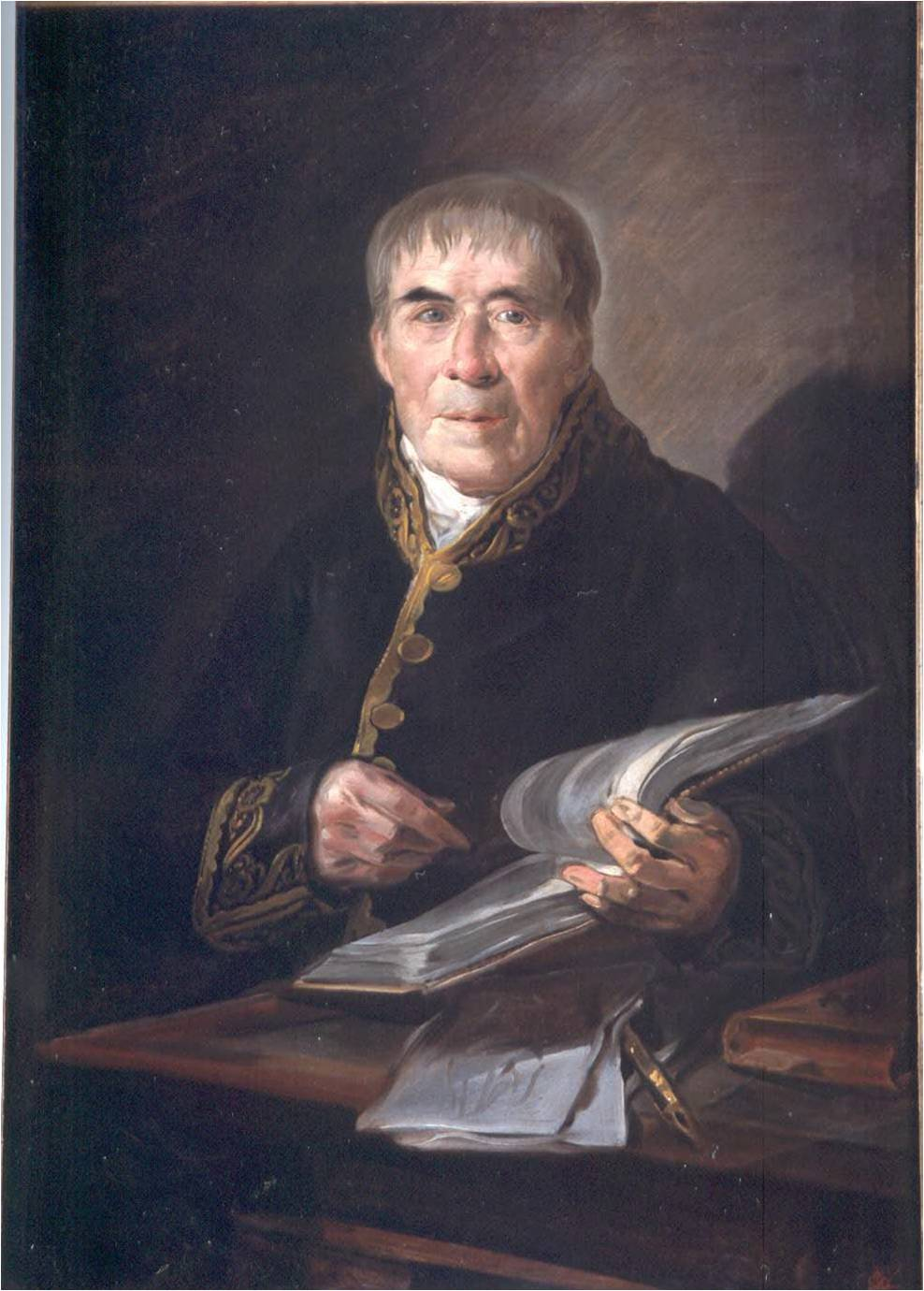
Retrato de Juan Plaza, óleo sobre lienzo, 93 x 67 cm, Valencia, Museo de Bellas Artes de Valencia.

José Antonio Zapata Nadal (Valencia, 1763-31 de agosto de 1837) fue un dibujante y pintor español.

## Biografía
Hijo de un modesto pintor de abanicos conocido como el Palmiter, estuvo vinculado a la Real Academia de Bellas Artes de San Carlos desde los doce años, asistiendo a la clase de Principio con Cristóbal Valero. En 1780 pasó a la de dibujo del natural con Luis Antonio Planes obteniendo en cada paso distintos premios. Ya en 1788 ingresó pensionado a la Sala de Flores, recibiendo en 1792 el primer premio. Académico de mérito por la pintura en noviembre de 1798, tras presentar el retrato del arquitecto Vicente Gascó, y profesor ayudante de la clase de pintura, en 1799 fue también nombrado «Revisor de pintura y grabado del Santo Oficio de la Inquisición de Valencia». Tras la jubilación de Benito Espinós obtuvo la plaza de director de la Sala de Flores, que con su labor y defensa de sus prerrogativas contribuyó a dignificar. No obstante, no logró el nombramiento de director general que solicitó en 1833, atendiendo al informe negativo de la Academia de San Fernando, que reservaba esa plaza para los directores efectivos de la clase de pintura en grande o historial. Falleció en agosto de 1837, a los pocos meses de serle concedida la jubilación.
A pesar de la dedicación a la enseñanza de la pintura de flores, fue principalmente pintor de motivos religiosos y retratos, correspondiéndole en este orden diversos retratos de académicos valencianos conservados en el Museo de Bellas Artes de Valencia, como el del matemático Juan Plaza vestido con uniforme de académico, que no desmerece de los mejores retratos de Vicente López Portaña, y los retratos de los arquitectos Cristóbal Salés y Vicente Gascó, el del escritor Justo Pastor Fuster o el del abogado y jurista Francisco Javier Borrull, retrato del que existe una segunda versión en la Real Academia de Bellas Artes de San Fernando, por el que fue admitido como académico de mérito en 1832.
En cuanto a la pintura religiosa, perdida la mayor parte de las obras de las que se tiene noticia por fuentes diversas, se ha conservado una Coronación de espinas, copiada de un original del siglo XVI, guardada en el Museo de Bellas Artes de Valencia, y un pequeño lienzo con la Transfiguración en la catedral de Orihuela. También el San Justo niño, mártir, como se veneraba en la iglesia de la Compañía de Jesús de Valencia, que fue grabado por dibujo de Zapata por Manuel Peleguer, lo que ha permitido su identificación —cuando se creía perdido— en los fondos del museo, donde figuraba catalogado como Muerte de caballero mártir y de pintor anónimo de escuela valenciana del siglo XVIII.
El Gabinete de Dibujos, Estampas y Fotografías del Museo del Prado conserva una colección de veinticuatro dibujos a lápiz, pluma y aguada destinados probablemente a la estampa —aunque no llegasen a ser grabados— «dedicados a la vida relajada y el fin de ella», que se han puesto en relación con la obra de Goya y descrito como contracaprichos. Adquiridos en 1961 por el Museo de Arte Moderno, en 1978 fueron asignados al Museo del Prado. Otros dos dibujos a plumilla y aguada guarda la Biblioteca Nacional de España, figuras de cuerpo entero de una mujer con mantilla y un majo, este con la anotación a pluma «dibujo q. se grabó pª las Cartas Españolas».